# USS LST-696
O USS LST-696 foi um navio de guerra norte-americano da classe LST que operou durante a Segunda Guerra Mundial.